# Ronde van de Algarve 2014
De 40e editie van de wielerwedstrijd Ronde van de Algarve vond plaats in 2014 van 19 tot en met 23 februari. De start was in Faro, de finish in Vilamoura. De ronde maakte deel uit van de UCI Europe Tour 2014, in de wedstrijdcategorie 2.1. De titelhouder was de Duitser Tony Martin. Dit jaar won zijn ploeggenoot Michał Kwiatkowski.

## Deelnemende ploegen
| WorldTour               | ProContinentaal     | Continentaal             |
| ----------------------- | ------------------- | ------------------------ |
| Belkin Pro Cycling      | Caja Rural          | Banco BIC-Carmim         |
| Europcar                | Cofidis             | Efapel-Glassdrive        |
| FDJ.fr                  | NetApp-Endura       | LA Aluminios-Antarte     |
| Katjoesja               | RusVelo             | Louletano-Dunas Douradas |
| Lampre-Merida           | Wanty-Groupe Gobert | OFM-Quinta da Lixa       |
| Movistar                |                     | Rádio Popular            |
| Omega Pharma-Quick-Step |                     | SkyDive Dubai            |
| Tinkoff-Saxo            |                     |                          |

## Etappe-overzicht
| etappe | datum       | start         | finish         | afstand       | winnaar            | klassementsleider  |
| ------ | ----------- | ------------- | -------------- | ------------- | ------------------ | ------------------ |
| 1e     | 19 februari | Faro          | Vilamoura      | 160 km        | Sacha Modolo       | Sacha Modolo       |
| 2e     | 20 februari | Lagoa         | Monchique      | 196 km        | Michał Kwiatkowski | Michał Kwiatkowski |
| 3e     | 21 februari | Vila do Bispo | Sagres         | 13,6 km (ITT) | Michał Kwiatkowski | Michał Kwiatkowski |
| 4e     | 22 februari | Almodôvar     | Alto do Malhão | 164,5 km      | Alberto Contador   | Michał Kwiatkowski |
| 5e     | 23 februari | Tavira        | Vilamoura      | 155,8 km      | Mark Cavendish     | Michał Kwiatkowski |

## Etappe-uitslagen

### 1e etappe
| Faro - Vilamoura (160 km) |                     |                         |          |
| Plaats                    | Naam                | Ploeg                   | Tijd     |
| Winnaar                   | Sacha Modolo        | Lampre-Merida           | 3u51'46" |
| 2                         | Rui Costa           | Lampre-Merida           | z.t.     |
| 3                         | Alessandro Petacchi | Omega Pharma-Quick-Step | z.t.     |
| 4                         | Bryan Coquard       | Europcar                | z.t.     |
| 5                         | Danilo Napolitano   | Wanty-Groupe Gobert     | z.t.     |
| 6                         | Arnaud Démare       | FDJ.fr                  | z.t.     |
| 7                         | Edgar Pinto         | LA Aluminios-Antarte    | z.t.     |
| 8                         | Daniel Schorn       | NetApp-Endura           | z.t.     |
| 9                         | Alexej Tsatevitsj   | Katjoesja               | z.t.     |
| 10                        | Juan José Lobato    | Movistar                | z.t.     |
|                           |                     |                         |          |
| 11                        | Maarten Wynants     | Belkin Pro Cycling      | z.t.     |
| 26                        | Bram Tankink        | Belkin Pro Cycling      | z.t.     |

| Algemeen klassement |                     |                         |          |
| Plaats              | Naam                | Ploeg                   | Tijd     |
| Gele trui           | Sacha Modolo        | Lampre-Merida           | 3u51'36" |
| 2                   | César Fonte         | Rádio Popular           | + 0'01"  |
| 3                   | Rui Costa           | Lampre-Merida           | + 0'04"  |
| 4                   | Alessandro Petacchi | Omega Pharma-Quick-Step | + 0'06"  |
| 5                   | Luis Afonso         | LA Aluminios-Antarte    | z.t.     |
| 6                   | Bryan Coquard       | Europcar                | + 0'10"  |
| 7                   | Danilo Napolitano   | Wanty-Groupe Gobert     | z.t.     |
| 8                   | Arnaud Démare       | FDJ.fr                  | z.t.     |
| 9                   | Edgar Pinto         | LA Aluminios-Antarte    | z.t.     |
| 10                  | Daniel Schorn       | NetApp-Endura           | z.t.     |
|                     |                     |                         |          |
| 13                  | Maarten Wynants     | Belkin Pro Cycling      | + z.t.   |
| 28                  | Bram Tankink        | Belkin Pro Cycling      | z.t.     |

### 2e etappe
| Lagoa - Monchique (196 km) |                      |                         |          |
| Plaats                     | Naam                 | Ploeg                   | Tijd     |
| Winnaar                    | Michał Kwiatkowski   | Omega Pharma-Quick-Step | 4u57'57" |
| 2                          | Rui Costa            | Lampre-Merida           | + 0'06"  |
| 3                          | Alberto Contador     | Tinkoff-Saxo            | z.t.     |
| 4                          | Eduard Prades        | OFM-Quinta da Lixa      | z.t.     |
| 5                          | Alexandre Geniez     | FDJ.fr                  | + 0'17"  |
| 6                          | Sergej Tsjernetski   | Katjoesja               | z.t.     |
| 7                          | Chris Horner         | Lampre-Merida           | z.t.     |
| 8                          | Sergei Firsanov      | Katjoesja               | z.t.     |
| 9                          | Jonathan Castroviejo | Movistar                | z.t.     |
| 10                         | Edgar Pinto          | LA Aluminios-Antarte    | z.t.     |
|                            |                      |                         |          |
| 15                         | Wilco Kelderman      | Belkin Pro Cycling      | +0'28"   |
| 40                         | Laurens De Vreese    | Wanty-Groupe Gobert     | + 2'13"  |

| Algemeen klassement |                      |                         |          |
| Plaats              | Naam                 | Ploeg                   | Tijd     |
| Gele trui           | Michał Kwiatkowski   | Omega Pharma-Quick-Step | 8u49'33" |
| 2                   | Rui Costa            | Lampre-Merida           | + 0'04"  |
| 3                   | Alberto Contador     | Tinkoff-Saxo            | + 0'12"  |
| 4                   | Eduard Prades        | OFM-Quinta de Lixa      | + 0'16"  |
| 5                   | Edgar Pinto          | LA Aluminios-Antarte    | + 0'27"  |
| 6                   | Rubén Fernández      | Caja Rural              | z.t.     |
| 7                   | Sergej Tsjernetski   | Katjoesja               | z.t.     |
| 8                   | Jonathan Castroviejo | Movistar                | z.t.     |
| 9                   | Simon Špilak         | Katjoesja               | z.t.     |
| 10                  | Chris Horner         | Lampre-Merida           | z.t.     |
|                     |                      |                         |          |
| 13                  | Wilco Kelderman      | Belkin Pro Cycling      | +0'38"   |
| 36                  | Laurens De Vreese    | Wanty-Groupe Gobert     | + 2'23"  |

### 3e etappe
| Vila do Bispo - Sagres (13,6 km) |                    |                         |        |
| Plaats                           | Naam               | Ploeg                   | Tijd   |
| Winnaar                          | Michał Kwiatkowski | Omega Pharma-Quick-Step | 14'03" |
| 2                                | Adriano Malori     | Movistar                | +11"   |
| 3                                | Tony Martin        | Omega Pharma-Quick-Step | +13"   |
| 4                                | Alberto Contador   | Tinkoff-Saxo            | +20"   |
| 5                                | Alex Dowsett       | Movistar                | +25"   |
| 6                                | Jan Bárta          | NetApp-Endura           | +28"   |
| 7                                | Rick Flens         | Belkin Pro Cycling      | +29"   |
| 8                                | Thomas De Gendt    | Omega Pharma-Quick-Step | +30"   |
| 9                                | Wilco Kelderman    | Belkin Pro Cycling      | z.t.   |
| 10                               | Alexandre Geniez   | FDJ.fr                  | +33"   |

| Algemeen klassement |                    |                         |          |
| Plaats              | Naam               | Ploeg                   | Tijd     |
| Gele trui           | Michał Kwiatkowski | Omega Pharma-Quick-Step | 9u03'36" |
| 2                   | Alberto Contador   | Tinkoff-Saxo            | +32"     |
| 3                   | Rui Costa          | Lampre-Merida           | +38"     |
| 4                   | Alexandre Geniez   | FDJ.fr                  | +1'00"   |
| 5                   | Sergej Tsjernetski | Katjoesja               | +1'03"   |
| 6                   | Wilco Kelderman    | Belkin Pro Cycling      | +1'08"   |
| 7                   | Rubén Fernández    | Caja Rural              | +1'20"   |
| 8                   | Simon Špilak       | Katjoesja               | +1'23"   |
| 9                   | Chris Horner       | Lampre-Merida           | +1'24"   |
| 10                  | Eduard Prades      | OFM-Quinta de Lixa      | +1'25"   |
|                     |                    |                         |          |
| 33                  | Sep Vanmarcke      | Belkin Pro Cycling      | +3'04"   |

### 4e etappe
| Almodôvar - Alto do Malhão (164,5 km) |                    |                         |          |
| Plaats                                | Naam               | Ploeg                   | Tijd     |
| Winnaar                               | Alberto Contador   | Tinkoff-Saxo            | 4u02'08" |
| 2                                     | Rui Costa          | Lampre-Merida           | +3"      |
| 3                                     | Michał Kwiatkowski | Omega Pharma-Quick-Step | +10"     |
| 4                                     | Eduard Prades      | OFM-Quinta de Lixa      | +13"     |
| 5                                     | Tiago Machado      | NetApp-Endura           | +14"     |
| 6                                     | Chris Horner       | Lampre-Merida           | z.t.     |
| 7                                     | Edgar Pinto        | LA Aluminios-Antarte    | z.t.     |
| 8                                     | Peio Bilbao        | Caja Rural              | z.t.     |
| 9                                     | Alexandre Geniez   | FDJ.fr                  | z.t.     |
| 10                                    | Sergei Firsanov    | Katjoesja               | z.t.     |
|                                       |                    |                         |          |
| 16                                    | Wilco Kelderman    | Belkin Pro Cycling      | +27"     |
| 46                                    | Sep Vanmarcke      | Belkin Pro Cycling      | +1'49"   |

| Algemeen klassement |                    |                         |           |
| Plaats              | Naam               | Ploeg                   | Tijd      |
| Gele trui           | Michał Kwiatkowski | Omega Pharma-Quick-Step | 13u05'50" |
| 2                   | Alberto Contador   | Tinkoff-Saxo            | +16"      |
| 3                   | Rui Costa          | Lampre-Merida           | +29"      |
| 4                   | Alexandre Geniez   | FDJ.fr                  | +1'10"    |
| 5                   | Wilco Kelderman    | Belkin Pro Cycling      | +1'29"    |
| 6                   | Rubén Fernández    | Caja Rural              | +1'30"    |
| 7                   | Eduard Prades      | OFM-Quinta de Lixa      | +1'32"    |
| 8                   | Chris Horner       | Lampre-Merida           | z.t.      |
| 9                   | Simon Špilak       | Katjoesja               | +1'38"    |
| 10                  | Edgar Pinto        | LA Aluminios-Antarte    | +1'41"    |
|                     |                    |                         |           |
| 35                  | Sep Vanmarcke      | Belkin Pro Cycling      | +4'47"    |

### 5e etappe
| Tavira - Vilamoura (155,8 km) |                    |                         |          |
| Plaats                        | Naam               | Ploeg                   | Tijd     |
| Winnaar                       | Mark Cavendish     | Omega Pharma-Quick-Step | 3u24'10" |
| 2                             | Arnaud Démare      | FDJ.fr                  | z.t.     |
| 3                             | Bryan Coquard      | Europcar                | z.t.     |
| 4                             | José Joaquin Rojas | Movistar                | z.t.     |
| 5                             | Sacha Modolo       | Lampre-Merida           | z.t.     |
| 6                             | Alexej Tsatevitsj  | Katjoesja               | z.t.     |
| 7                             | Danilo Napolitano  | Wanty-Groupe Gobert     | z.t.     |
| 8                             | Igor Boev          | RusVelo                 | z.t.     |
| 9                             | Tom Leezer         | Belkin Pro Cycling      | z.t.     |
| 10                            | Yoann Offredo      | FDJ.fr                  | z.t.     |
|                               |                    |                         |          |
| 35                            | Maarten Wynants    | Belkin Pro Cycling      | z.t.     |

## Eindklassementen
| Plaats    | Naam                 | Ploeg                   | Tijd      |
| --------- | -------------------- | ----------------------- | --------- |
| Gele trui | Michał Kwiatkowski   | Omega Pharma-Quick-Step | 16u29'57" |
| 2         | Alberto Contador     | Tinkoff-Saxo            | +19"      |
| 3         | Rui Costa            | Lampre-Merida           | +32"      |
| 4         | Alexandre Geniez     | FDJ.fr                  | +1'13"    |
| 5         | Wilco Kelderman      | Belkin Pro Cycling      | +1'32"    |
| 6         | Rubén Fernández      | Caja Rural              | +1'33"    |
| 7         | Eduard Prades        | OFM-Quinta de Lixa      | +1'35"    |
| 8         | Chris Horner         | Lampre-Merida           | z.t.      |
| 9         | Simon Špilak         | Katjoesja               | +1'41"    |
| 10        | Edgar Pinto          | LA Aluminios-Antarte    | +1'42"    |
| 11        | Sergei Firsanov      | Katjoesja               | +1'51"    |
| 12        | Ilnur Zakarin        | Katjoesja               | +1'54"    |
| 13        | Ricardo Vilela       | OFM-Quinta de Lixa      | +1'56"    |
| 14        | Omar Fraile          | Caja Rural              | +1'57"    |
| 15        | Sergej Tsjernetski   | Katjoesja               | +1'59"    |
| 16        | Adriano Malori       | Movistar                | +2'13"    |
| 17        | Jonathan Castroviejo | Movistar                | +2'28"    |
| 18        | Tiago Machado        | NetApp-Endura           | +2'44"    |
| 19        | Jérôme Coppel        | Cofidis                 | +2'56"    |
| 20        | Rafał Majka          | Tinkoff-Saxo            | +3'12"    |
|           |                      |                         |           |
| 34        | Sep Vanmarcke        | Belkin Pro Cycling      | +4'50"    |

| Plaats      | Naam               | Ploeg                   | Punten |
| ----------- | ------------------ | ----------------------- | ------ |
| Groene trui | Rui Costa          | Lampre-Merida           | 60     |
| 2           | Michał Kwiatkowski | Omega Pharma-Quick-Step | 44     |
| 3           | Alberto Contador   | Tinkoff-Saxo            | 41     |
|             |                    |                         |        |
| 35          | Tom Leezer         | Belkin Pro Cycling      | 2      |

| Plaats      | Naam               | Ploeg                   | Punten |
| ----------- | ------------------ | ----------------------- | ------ |
| Blauwe trui | Valter Pereira     | Banco BIC-Carmim        | 10     |
| 2           | Michał Kwiatkowski | Omega Pharma-Quick-Step | 10     |
| 3           | Alberto Contador   | Tinkoff-Saxo            | 9      |
|             |                    |                         |        |
| 4           | Laurens De Vreese  | Wanty-Groupe Gobert     | 9      |

| Plaats     | Naam          | Ploeg             | Tijd |
| ---------- | ------------- | ----------------- | ---- |
| Witte trui | César Fonte   | Rádio Popular     | 12   |
| 2          | Arnaud Démare | FDJ.fr            | 6    |
| 3          | Diego Rubio   | Efapel-Glassdrive | 6    |

| Plaats | Ploeg                   | Tijd      |
| ------ | ----------------------- | --------- |
|        | Lampre-Merida           | 49u35'34" |
| 2      | Caja Rural              | +33"      |
| 3      | OFM-Quinta de Lixa      | +1'10"    |
|        |                         |           |
| 8      | Belkin Pro Cycling      | +3'20"    |
| 14     | Omega Pharma-Quick-Step | +14'22"   |

## Klassementenverloop
| Etappe       | Winnaar            | Algemeen klassement · | Puntenklassement · | Bergklassement · | Sprintklassement · | Ploegenklassement · |
| ------------ | ------------------ | --------------------- | ------------------ | ---------------- | ------------------ | ------------------- |
| 1            | Sacha Modolo       | Sacha Modolo          | Sacha Modolo       | Valter Pereira   | César Fonte        | Lampre-Merida       |
| 2            | Michał Kwiatkowski | Michał Kwiatkowski    | Rui Costa          | Valter Pereira   | César Fonte        | Lampre-Merida       |
| 3            | Michał Kwiatkowski | Michał Kwiatkowski    | Rui Costa          | Valter Pereira   | César Fonte        | Lampre-Merida       |
| 4            | Alberto Contador   | Michał Kwiatkowski    | Rui Costa          | Valter Pereira   | César Fonte        | Lampre-Merida       |
| 5            | Mark Cavendish     | Michał Kwiatkowski    | Rui Costa          | Valter Pereira   | César Fonte        | Lampre-Merida       |
| 0Eindstanden | 0Eindstanden       | Michał Kwiatkowski    | Rui Costa          | Valter Pereira   | César Fonte        | Lampre-Merida       |

1960 · 1961 · 1962-1976 · 1977 · 1978 · 1979 · 1980 · 1981 · 1982 · 1983 · 1984 · 1985 · 1986 · 1987 · 1988 · 1989 · 1990 · 1991 · 1992 · 1993 · 1994 · 1995 · 1996 · 1997 · 1998 · 1999 · 2000 · 2001 · 2002 · 2003 · 2004 · 2005 · 2006 · 2007 · 2008 · 2009 · 2010 · 2011 · 2012 · 2013 · 2014 · 2015 · 2016 · 2017 · 2018 · 2019 · 2020 · 2021 · 2022 · 2023 · 2024 · 2025
Etappewedstrijden

 Ster van Bessèges ·
 Ronde van de Middellandse Zee ·
 Ruta del Sol ·
 Ronde van de Algarve ·
 Ronde van de Haut-Var ·
 Driedaagse van West-Vlaanderen ·
 Internationale Wielerweek ·
 Internationaal Wegcriterium ·
 Driedaagse van De Panne-Koksijde ·
 Ronde van de Sarthe ·
 Ronde van Trentino ·
 Ronde van Turkije ·
 Vierdaagse van Duinkerke ·
 Ronde van Azerbeidzjan ·
 Szlakiem Grodów Piastowskich ·
 Ronde van Castilië en León ·
 Ronde van Picardië ·
 Ronde van Noorwegen ·
 World Ports Classic ·
 Ronde van Beieren ·
 Ronde van België ·
 Tour des Fjords ·
 Ronde van Estland ·
 Ronde van Luxemburg ·
 Boucles de la Mayenne ·
 Ster ZLM Toer ·
 Ronde van Slovenië ·
 Route du Sud ·
 Ronde van Oostenrijk ·
 Sibiu Cycling Tour ·
 Ronde van Wallonië ·
 Ronde van Portugal ·
 Ronde van Denemarken ·
 Ronde van de Ain ·
 Ronde van Burgos ·
 Arctic Race of Norway ·
 Ronde van de Limousin ·
 Ronde van Poitou-Charentes ·
 Ronde van Groot-Brittannië ·
 Ronde van Gévaudan Languedoc-Roussillon ·
 Eurométropole Tour
Eendaagse wedstrijden

 GP La Marseillaise ·
 Grote Prijs van de Etruskische Kust ·
 Trofeo Palma ·
 Trofeo Ses Salines ·
 Trofeo Serra de Tramuntana ·
 Trofeo Platja de Muro ·
 Trofeo Laigueglia ·
 Ronde van Murcia ·
 Omloop Het Nieuwsblad ·
 Classic Sud Ardèche ·
 GP Lugano ·
 Clásica de Almería ·
 Kuurne-Brussel-Kuurne ·
 La Drôme Classic ·
 Le Samyn ·
 GP Città di Camaiore ·
 Strade Bianche ·
 Roma Maxima ·
 Ronde van Drenthe ·
 Dwars door Drenthe ·
 Nokere Koerse ·
 GP Nobili Rubinetterie ·
 Handzame Classic ·
 Classic Loire-Atlantique ·
 Grote Prijs van Cholet-Pays de Loire ·
 Dwars door Vlaanderen ·
 Route Adélie de Vitré ·
 Volta Limburg Classic ·
 Grote Prijs Miguel Indurain ·
 Ronde van La Rioja ·
 Scheldeprijs ·
 GP Cerami ·
 Klasika Primavera ·
 Parijs-Camembert ·
 Brabantse Pijl ·
 GP Denain ·
 Ronde van de Finistère ·
 Tro Bro Léon ·
 Ronde van Keulen ·
 La Roue Tourangelle ·
 Rund um den Finanzplatz Eschborn-Frankfurt ·
 Ronde van de Somme ·
 ProRace Berlin ·
 Grote Prijs van Plumelec ·
 Boucles de l'Aulne ·
 Ronde van Zeeland Seaports ·
 GP Kanton Aargau ·
 Ronde van Limburg ·
 Ronde van de Apennijnen ·
 Halle-Ingooigem ·
 Prueba Villafranca de Ordizia ·
 GP Industria & Artigianato-Larciano ·
 Ronde van Toscane ·
 Circuito de Getxo ·
 Polynormande ·
 RideLondon Classic ·
 GP Stad Zottegem ·
 Arnhem-Veenendaal Classic ·
 Châteauroux Classic de l'Indre ·
 Druivenkoers Overijse ·
 Brussels Cycling Classic ·
 GP Fourmies ·
 Ronde van de Doubs ·
 GP Jef Scherens ·
 Coppa Bernocchi ·
 GP van Wallonië ·
 Coppa Agostoni ·
 Ronde van de Drie Valleien ·
 Kampioenschap van Vlaanderen ·
 Grote Prijs Impanis-Van Petegem ·
 Memorial Marco Pantani ·
 GP Industria & Commercio di Prato ·
 GP van Isbergues ·
 Omloop van het Houtland ·
 Duo Normand ·
 Milaan-Turijn ·
 Ronde van het Münsterland ·
 Ronde van de Vendée ·
 Memorial Frank Vandenbroucke ·
 Coppa Sabatini ·
 Parijs-Bourges ·
 Ronde van Emilia ·
 Parijs-Tours ·
 GP Beghelli ·
 Nationale Sluitingsprijs ·
 Chrono des Nations